# Dubočská jeskyně
Dubočská jeskyně (srbsky Дубоћка пећина/Duboćka pećina) se nachází ve východním Srbsku, nedaleko od města Kučevo, ve Zvišské kotlině, 150 km východně od Bělehradu. Se svojí délkou 2275 m se považuje za jednu z nejdelších jeskyň na území země.
Jeskyně není na rozdíl od jiných upravena pro organizované turistické výpravy, má však nápadný vstup, který se otevírá do krajiny v šířce 25 metrů a výšce 20 metrů. Samotná jeskyně je průchodná pouze v délce 132 m, bohaté jeskynní prvky se však nacházejí mnohem dále, kam již nedopadá denní světlo. Samotnou jeskyni tvoří tzv. Hlavní chodba a poté několik chodeb bočních (Glinoviti kanal, Rusaljkin kanal), kam je ale možný přístup pouze se vhodným speleologickým vybavením. Rusalčina chodba, která má šířku 2-3 m je obzvláště bohatá na jeskynní prvky; svůj název získala podle struktury, která připomíná ženu s hnědými vlasy.